# Хуршид Махмуд Касурі
Хуршид Махмуд Касурі (англ. Khurshid Mahmud Kasuri, урду خورشيد محمود قصورى) — пакистанський державний діяч. Був 23-м міністром закордонних справ Пакистану.